# マッピーランド
『マッピーランド』は、1986年11月26日にナムコより発売されたファミリーコンピュータ用ソフト。「ナムコット ファミリーコンピュータゲームシリーズ」第20弾。同社より発売された『マッピー』（1983年）の続編にあたる。

## 概要
サイドビューの横スクロールアクションゲーム。8面×4ストーリーの合計32面からなる。主人公マッピーを操り、敵の攻撃をかわしながらターゲットをすべて取り、右端の出口に向かうことが目的となる。前作との決定的な違いはターゲットを全て回収した瞬間に即クリアとなっていたが、本作では先述通り右端の出口に到達しなければクリアしたことにならない。
トランポリンでフロア間を行き来するなどの基本システムは前作『マッピー』を踏襲しているが、本作では主な舞台が建物内ではなく屋外に変更されており、4つのストーリー（ワールド）を設け、各ストーリーを8面で構成する様式になった。各面ごとにグラフィック・BGMが異なる。敵を攻撃する方法としては、前作のパワードアに代わり、「反撃用アイテム」と呼ばれる仕掛けが設置されている。この反撃用アイテムは各面でそれぞれ異なっている。各ストーリーによってターゲットの種類・エンディングも異なる。ストーリーが進んでも各面のグラフィックは基本的に変わらないが、フロアの形や反撃用アイテム、ターゲットの位置などが変化し、難易度が徐々に高くなる。敵のスピードも次第に速くなる。
ストーリーは4種類あり、
- バースデイズナイト（1周目）
- ウェディングナイト（2周目）
- クリスマスナイト（3周目）
- ジュニアーズバースデイズナイト（4周目）

から構成されている。
また前作では敵に挟まれた場合は対処が全く不可能であったが、本作ではマッピーがジャンプできるようになり、挟み撃ちを回避できるようになった。ただし、ごく低い高さのジャンプしかできないため、敵と接触する寸前のタイミングで飛ぶ必要がある。後半以降のワールドでは敵の動きが速いためこれを逆手にジャンプ回避がし易くなっているほか、敵はトランポリンかハシゴが無ければ進行方向を途中で転換することは絶対無い。このほか「足止め用アイテム」と呼ばれるアイテムを使い、敵の動きを一時的に止めることで挟み撃ちを回避することもできる（動きを止められている敵に触れてもミスにはならない）。ターゲットを取ったり、反撃用アイテムを使ったりする際にもジャンプを用いる。

## ゲーム内容

### システム
前作と同様で十字キーの左右で動かし、Aボタンでジャンプし敵をかわしたり、各種アイテム獲得や反撃用アイテムを使用する。Bボタンで足止め用アイテムを使用する。
トランポリン
前作同様に床の途切れた場所に行くとトランポリンで昇降することができる。この場合、十字キーを操作しないと単純に昇降し続ける。
同じトランポリンを跳び続けるごとに、トランポリンの色が青→緑→黄→赤と変化し、赤になっている状態で再度トランポリンに着地するとトランポリンは破れてしまう。ただし、一度フロアに着地することで、青に戻る。
一部エリア（ジャングルワールド等）に設置されている、乗っても色が青から変わらないトランポリンは何回跳び続けても破れることが無い。
トランポリンはミューキーズやニャームコも使用するが、状態の変化は起こらない。昇降中はご先祖様以外のキャラクターに触れてもミスにならず、フロア端では、すれ違うことも可能である。
本作ではトランポリンで上昇中に十字キーの下を入れると即座に下降する（前作では不可能）。
ハシゴ
本作で初登場、十字キーの上下で昇降できる。中には途中で上半分のみもしくは下半分のみと途切れたハシゴがあり、それに関して前者は下へ降りるだけの一方通行で、後者は上から落下した時の着地用となっている。
ハシゴはミューキーズやニャームコも使用するが、ご先祖様は使用できない。

### 足止め用アイテム
ターゲットを獲得したときなどにアイテムが現れることがある。足止め用アイテムで敵を多数引き付けてから一網打尽に反撃用アイテムで倒すと高得点が手に入る。最大ストック数は15個までで取得順が新しいものから使用され（取得順に左→右にストック、消費順は右→左へ消費）、2つ以上の同時使用は不可能（2つ以上使うと先に使用した方はその場で無効化されてしまう）。
ネコジャラシ
周辺のミューキーズを一定時間踊らせることができる。ニャームコには全く無効。
小判
ニャームコのみを一定時間踊らせることができる。ミューキーズには全く無効。
魚
投げた方向にミューキーズ、ニャームコがつられて移動する。ミューキーズとニャームコの両方に通用するのが強みだが、魚自体も移動するため、他の足止め用アイテムと異なり敵を一箇所におびき寄せ動きを拘束することはできない。ジャングルワールドでは特定の沼地からジャンプしてくる場所がありそこで無制限に獲得できる。
マタタビ
ミューキーズを一定時間気絶させることができる。ただし、気絶している間は反撃用アイテムが通用しない。ニャームコには全く無効。

### 反撃用アイテム
前作でいうパワードアやベル、落とし穴に相当する反撃用アイテムは各ステージによって種類が異なる。
滑車キック
レイルロードタウンに登場する。右から左に向かって滑り、途中の敵を弾き飛ばす。ステージ内に6箇所設置されている。
汽笛
レイルロードタウンに登場する。機関車警笛から右方向に煙を発射する。ワールドを問わず位置は常に固定で1回のみ使用可能。
パンチングボール
ウエスタンワールドに登場する。その場で袋が一定時間左右に揺れ、敵を弾く。ステージ内に6箇所設置されている。
大砲
ウエスタンワールドに登場する。大砲から右方向に弾を発射する。ワールドを問わず位置は常に固定で1回のみ使用可能。
花火爆弾
トロピカルワールドに登場する。その場所に爆弾を設置し、爆弾に触れた敵を上空へ弾き飛ばす。なお爆弾を設置する瞬間に真上に敵がいる場合、即座に爆発し、上の敵が上空へ弾き飛ばされる。ステージ内に6箇所設置されている。
ブドウ
ジャングルワールドに登場する。特定のツルに2箇所だけ設置されている。真下に落下するため、そこにいる敵にのみ有効。
大車輪キック
パイレーツワールドに登場する。使うと一定時間マッピーがその場で回転し、その場周辺及び1段上にいる敵を蹴り飛ばせる。ステージ内に6箇所設置されている。
懐中電灯
ゴーストタウンに登場する。自分から1キャラ分前方に光を放ち敵を撃退できる。使用回数は無制限であるが、前方以外には攻撃できない。
太陽
ゴーストタウンに登場する。一定時間太陽が全画面を照射し敵を一網打尽にできる。ワールド毎に出現ポイントが変わる。1回のみ使用可能。
ドツキン棒
セブンスアベニューに登場する。下から棒を突き上げ、棒の上にいる敵を弾き飛ばす。1本の棒で5回まで使用可能で、自分のいる1段上の敵に対してのみ有効。ステージ内に6箇所設置されている。
イタリアントマト
セブンスアベニューに登場する。敵を倒す能力は無いが、ご先祖様を除く敵が気絶状態となるため実質的に一定時間無敵状態となる。ストーリーを問わず位置は常に固定で1回のみ使用可能。
ボウリング
ミルキータウンに登場する。左から右に転がりそこにいる敵をなぎ倒す。ステージ内に6箇所設置されている。

### ミス
以下の場合はミスとなり残機が1つ減る。残機がゼロになるとゲームオーバー。
- 敵にぶつかったとき。ただし、ジャングルワールド以外ではトランポリン昇降中に敵に当たってもミスにならない（ご先祖様は例外）。
- またゴーストタウン（屋外）では地上で敵にぶつかった場合即ミスとなるが、風船で空中にいる場合は真下に落下して地面に激突することで初めてミスとなる。このため教会（屋敷）入口の真上で突き落とされても入れる状態であればミスにならない（ご先祖様は例外）。
- トランポリンが切れて下に落下したとき。ただし、その真下に別のトランポリンやハシゴがある場合はミスにならない。
- ジャングルワールド（屋外）のみトランポリンから右（左）へ直接地面へ飛び降りた時のみ（高度問わず）ミスにならない。
- 床・つるから下の床・地面に直接落下したとき。
- 沼に落下したとき。

### 隠しフィーチャー
各ワールドに2ステージずつボーナスステージが用意されており、特定ステージの特定トランポリンで3回昇降することでそこにいくことが可能となっている。そこには足止め用アイテムのほか、1UPアイテムである「マッピーJr.」が配置されている。ただしそこに到達するには以下の条件を満たす必要がある。
- 足止め用アイテムを1つも持っていない。
- ボーナスステージへつながるトランポリンの昇降中十字キー↓を一切押さない。

各ステージごとに6つあるターゲットのうち、特定のものを最初に取ると（最初のものを含めて）「×5」と表示されて、その面では残りのターゲットを取るごとに通常の5倍の点数がもらえるようになる。
タイトル画面中に特定の隠しコマンドを入力すると4つのストーリーの始めからセレクトが可能になる。

## 設定

### ステージ構成
各ストーリーとも、「レイルロードタウン」「ウェスタンワールド」「トロピカルワールド」「ジャングルワールド」「パイレーツワールド」「ゴーストタウン」「セブンスアベニュー」「ミルキータウン」の8面。
ターゲットは1面につき6個ある。本作では各ストーリーごとにターゲットが統一されており、ストーリー1ではマピ子の誕生日プレゼントのチーズ、ストーリー2ではマピ子との結婚式のための指輪、ストーリー3ではクリスマスのためのクリスマスツリー、ストーリー4では息子にプレゼントする野球ボールである。基本的にはターゲットをすべて取るとその面の出口が開き、脱出してクリアすることができるが、面によってはターゲットをすべて取った後ステージ中の特定の場所から裏面に入り、特別なアイテムを取らないとゴールできない面もある。一部には裏面（屋内）から始まり、特別なアイテムを取ってから表面に進む面や、裏面の特定の場所にたどり着くとゴールになる面も存在する。
1.レイルロードタウン
蒸気機関車をモチーフにしたステージ。後半のストーリーではクリアするために「乗車券」が必要となる。
2.ウエスタンワールド
アメリカの西部開拓時代を思わせるステージ。後半のストーリーではクリアするために「地図」が必要となる。
3.トロピカルワールド
トーテムポールが見える南国風のステージ。後半のストーリーではクリアするために「花」が必要となる。
4.ジャングルワールド
熱帯雨林のようなステージ。トランポリンと蔓で移動する。トランポリンが上下左右に動き、トランポリンと蔓を使って沼地を越えながら進んでいく。沼に落ちるとミスになる。このステージのみミューキーズは登場せず、何度繰り返し跳ねてもトランポリンが切れない。後半のストーリーではクリアするために「ツル」が必要となる。
5.パイレーツワールド
海賊船をモチーフにしたステージ。後半のストーリーではクリアするために「ペンチ」が必要となる。
6.ゴーストタウン
夜の風景が広がるステージ。マッピーは風船につかまって空を飛ぶことができる。このステージのみストーリーに関係なくカギがターゲットとなる。後半のストーリーではクリアするために「十字架」が必要となる。同じく、ワールドが進んで屋敷（教会とは別）に入れるようになると『マッピー』を彷彿とさせるような面（ただし、前作のような家具やドアなどはなく、屋内のワープを使いながらそれと同じ形をした所から脱出する）とBGMが登場する。
7.セブンスアベニュー
西洋風の街の風景が広がるステージ。後半のストーリーではクリアするために「トランペット」が必要となる。
8.ミルキータウン
城をモチーフにしたステージ。表面のターゲットを取得後、裏面（城の中）に入り、制限時間内にターゲットをすべて集めて右端のマピ子（ストーリー4ではマッピーJr.）のところに到達することが目的となる。成功すればボーナス点10000点が加算される。

## キャラクター

### 主要キャラクター
マッピー
本作の主人公。
マピ子
本作のヒロイン。ストーリー1～3での登場。
マッピーJr.
マッピーとマピ子との息子。ストーリー4での登場。本作では一人であるが実は双子であり、続編でのマッピーキッズで、兄ハッピー（＝同作主人公）、弟ラッピー（＝2P対戦専用）が登場する。

### 敵キャラクター
ニャームコ
親猫。基本的に前作と同じだが、ステージによってコスチュームが異なる。また前作ではマッピーに関係なく一定方向の移動しかしなかったが、本作ではマッピーを追いかけてくるようになっている。
ミューキーズ
子猫。前作に同じ。
オウム
ジャングルワールドに登場する鳥。
ピラニア
ジャングルワールドに登場する魚。足止め用アイテムであるジャンプしてくる魚に混じって、時々マッピーを食べようとジャンプしてくる。
キューティー
ゴーストタウンに登場する幽霊。懐中電灯の光を当てると倒すことができる。
ご先祖様
前作にも登場した最強の敵。ステージ開始後一定時間が経過すると登場する、永久パターン防止用のキャラクター。いかなる攻撃も通じず、動きも前作と違い超高速となりまともに直進していてはすぐに追いつかれてしまう、また前作では落とし穴等で下のフロアに落ちたときはしばらく動きが止まっていたが、本作ではそれが全く無くなっており下に落ちても停止せずそのまま突き進んでくる。触れてしまうと如何なる状態であろうと即座にミスとなる（トランポリン昇降中や反撃用アイテム使用中などでもミス）。しかもジャンプで回避しようとしても、こちらに合わせて軸合わせでジャンプしてくるため回避すら一切不可能。ただし唯一ハシゴの昇降はできない（ハシゴの昇降はできないが、ジャンプはしてくるのでそのジャンプ高度より高くハシゴを登る必要がある）という弱点はあるためそれを駆使すれば逃げ切れる可能性は多少なりともあるが、他の敵と違い右端の出口へ行くまでの通路にも侵入するなど（当然ながら捕まればミスになる）非常に厄介な敵である。さらにジャングルワールドやゴーストタウン（屋外）では縦横無尽に浮遊してマッピーを追い詰めてくるため回避は非常に困難となっている。

## 移植版
| No. | タイトル                                      | 発売日                                       | 対応機種                                                          | 開発元          | 発売元   | メディア                              | 備考        |
| --- | --------------------------------------------- | -------------------------------------------- | ----------------------------------------------------------------- | --------------- | -------- | ------------------------------------- | ----------- |
| 1   | マッピーランド                                | 2015年2月5日 PAL 2015年2月12日 2015年5月13日 | Wii U                                                             | トーセ          | バンナム | ダウンロード （バーチャルコンソール） |             |
| 2   | NAMCO MUSEUM ARCHIVES Vol.2                   | INT 2020年6月18日                            | Nintendo Switch（日本国外） PlayStation 4 Xbox One Windows(Steam) | B.B.スタジオ M2 | バンナム | ダウンロード                          | NES版を収録 |
| 3   | ファミリーコンピュータ Nintendo Switch Online | 2022年3月31日                                | Nintendo Switch                                                   | 任天堂          | 任天堂   | ダウンロード                          |             |

## 評価
ゲーム誌『ファミリーコンピュータMagazine』の読者投票による「ゲーム通信簿」での評価は以下の通り21.67点（満30点）となっている。
| 項目 | キャラクタ | 音楽 | 操作性 | 熱中度 | お買得度 | オリジナリティ | 総合  |
| 得点 | 3.56       | 3.58 | 3.72   | 3.90   | 3.49     | 3.42           | 21.67 |